# Eric Saade
Eric Khaled Saade, más conocido como Eric Saade (Kattarp, Suecia, 29 de octubre de 1990), es un cantante sueco. Consiguió fama al ganar el concurso de talentos sueco Joker (ahora llamado Popkorn) convirtiéndose en miembro del grupo sueco What's Up. Abandonó la banda en febrero de 2009 para comenzar su carrera en solitario. También fue presentador y estuvo en la cadena de Disney Channel. En 2011, representó a Suecia en el Festival de Eurovisión con la canción "Popular", con la que obtuvo el tercer puesto, habiendo ganado la segunda semifinal que se realizó dos días antes.

## Principios
Creció en Kattarp fuera de Helsingborg, de padre libanés de origen palestino y madre sueca. Ellos se divorciaron cuando tenía cuatro años. Es el segundo de ocho hermanos. Comenzó a escribir canciones a los 13 años. El fútbol había sido su mayor interés hasta que firmó un contrato de música por primera vez en 15, que se hizo en un álbum y tres sencillos. Ninguno de ellos fue muy famoso. Luego saltó a la fama después de ganar el Concurso de Música de Suecia Joker (ahora Popkorn).

## Miembro de "What's Up!
En el año 2007, sobre la base de su éxito inicial, que también participó en un concurso para llenar una posición en una nueva boyband propuesta de Suecia para ser formado. De los cientos de solicitantes, 15 fueron elegidos para actuar en el teatro Globe como .  se convirtió en un éxito como uno de los cuatro finalistas para formar la banda llamada "what's Up!".
Los otros miembros de la banda, Robin Stjernberg, Luwdig "Ludde" Keijser y Yngvesson Johan. Todos habían sido en anteriores concursos musicales como . Stjernberg, había sido el ganador en la Sommarchansen en Malmö en 2006, Keijser había competido en Lilla Melodifestivalen y Yngvesson había aparecido en la serie de Super Trouper de televisión.
La banda recién formada estuvo de gira en Suecia a partir de primavera de 2008. El mismo año, cantó la versión sueca de la canción de Disney, Camp Rock.  y los miembros de "What's Up!" grabaron la banda sonora de la película. La canción se titulaba "Har jag är" en sueco.  también llamada la voz del personaje Shane Grey, interpretado por Joe Jonas, en la versión sueca de Camp Rock de Disney con otros. Los miembros de "What's Up!" doblaron las voces de otros personajes. También aparecieron en el tráiler promocional elaborado por el Disney Channel.
En 2008, la banda lanzó su álbum "In Pose". Se mantuvo una semana en la carta de los álbumes de Suecia en el # 40. Dos sencillos fueron lanzados, "Go Girl!" en mayo de 2007 alcanzó el puesto # 5 en la lista de sencillos de Suecia y "If I Told You Once" en marzo de 2008, alcanzando # 16.
A principios de 2009, la banda anunció la salida de para una carrera en solitario. Fue reemplazado por Johannes Magnusson.

## Televisión
Durante el verano de 2009 presentó la popular série de Disney Channel My Camp Rock, un concurso de música escandinava basada en la exitosa película de Disney Channel Camp Rock, así como la celebración de entrevistas con Zac Efron y Vanessa Hudgens.  también apareció en Julias Stjärnskott, un concurso para los jóvenes, como presentador.
Fue miembro del jurado sueco para el Festival de Eurovisión 2010 y en la noche de la final, 29 de mayo de 2010, anunció el voto de Suecia. Este breve aspecto en pantalla la causa de su nombre a la tendencia en Twitter.

## Carrera en Solitario

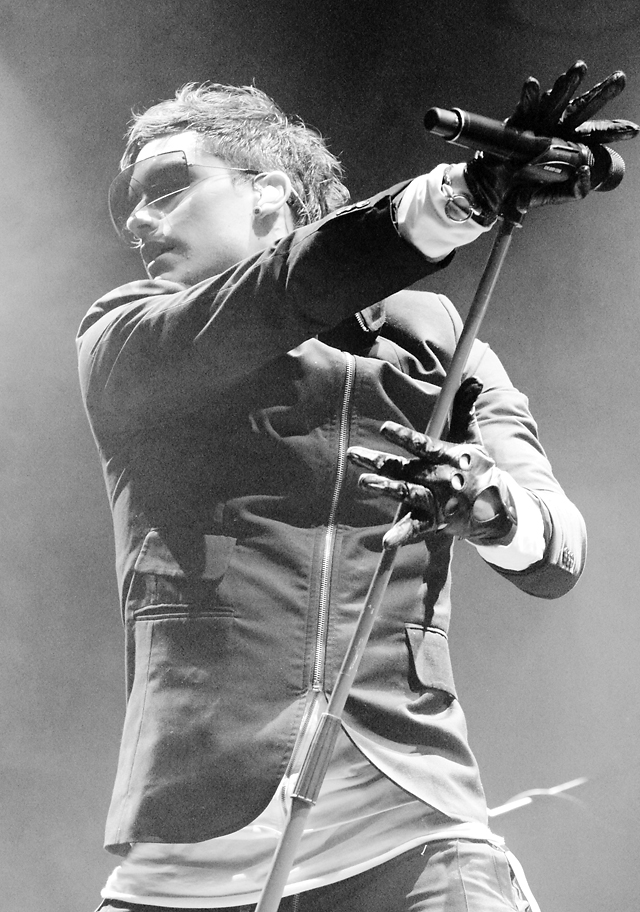
Eric Saade en su presentación en el Helsingborgsfestivalen en el 2011.

En agosto de 2009 firmó un nuevo contrato con Roxy Grabaciones (Agnes Carlsson
, Malena Ernman, Peter Jöback, Erik Hassle, Finer Sarah Dawn). En diciembre de 2009 lanzó su primer sencillo en todo el mundo Sleeples que alcanzó el puesto # 44 en la lista de sencillos de Suecia. También alcanzó el puesto # 98 en la lista de iTunes finlandesa. La canción de estuvo en iTunes Pop en Austria, Dinamarca, Finlandia, Alemania, Irlanda y Noruega después de que participara en el Festival de Eurovisión 2011. En enero de 2010 ganó un premio Scandipop para "Brightest New Hope for 2010". Durante su participación en el Melodifestivalen 2010,  lanzó su segundo sencillo Manboy. El sencillo encabezó Swedish sencillo Chart. Su tercer sencillo Break Of Dawn alcanzó el número #45 en las listas de éxitos.
Lanzó su primer álbum de estudio, Masquerade, el 19 de mayo de 2010, y alcanzó el puesto # 2 en la carta de los álbumes de Suecia. Las otras dos canciones del álbum (Masquerade y It's Gonna Rain) también estuvieron en iTunes Pop sueco, mientras Masquerade también estuvo en iTunes sueco.
De junio a septiembre de 2010,  fue en su primera gira por Suecia llamada Masquerade Tour. También fue nominado a tres premios Rockbjörnen.
En enero de 2011,  lanzó el primer sencillo promocional de su segundo álbum. La canción Still Loving It no estuvo en las listas de Suecia. En el mismo mes fue nominado para ocho premios de la Scandipop. Ganó en las dos categorías "Mejor Artista Masculino" y "Mejor Álbum de Artista Nuevo" de Masquerade. También fue nominado para un Grammi, un premio Gaygalan y un sueco Nickelodeon Kids 'Choice Award. El 12 de marzo de 2011 volvió a presentarse al Melodifestivalen por segunda vez, con la canción titulada Popular. Esta vez sí salió vencedor, logrando un billete como representante del país escandinavo para el Festival de Eurovisión celebrado ese mismo año en la ciudad alemana de Düsseldorf, donde consiguió finalizar en tercera posición. Tras el festival, el sencillo fue lanzado a todo el mundo. La canción alcanzó el #1 en las listas suecas y estuvo en el Top 10 de iTunes en Austria, Finlandia, Alemania, Noruega y Suecia. También alcanzó el puesto # 88 en las listas iTunes Pop de Australia.
En junio de 2011,  sacó el sencillo Hearts In The Air con el rapero J-Son. Alcanzó el puesto #2 en la lista de  de Suecia y encabezó las listas suecas iTunes Pop. La canción será lanzada en Alemania en septiembre de 2011.
El 29 de junio de 2011,  lanzó su segundo álbum de estudio,  Vol.1, que encabezó la lista de los álbumes de Suecia. También alcanzó el puesto # 16 en la lista de los álbumes de Finlandia convirtiéndose así en su primer álbum de trazado internacional. Las canciones de Made Of Pop, Me And My Radio y Timeless salieron en iTunes Pop sueco, mientras que Timeless estuvo también en la lista de iTunes sueco.
De junio a septiembre de 2011,  se encuentra en su segunda gira sueca llamada Made Of Pop Tour. También es nominado a dos premios y dos Rockbjörnen Usted Choice Awards.
Su tercer álbum de estudio vol. 2 fue lanzado el 30 de noviembre de 2011 en Suecia, y el primer sencillo de este álbum el 2 de noviembre con el nombre de "Hotter Than Fire" ft. DEV. El sencillo fue todo un éxito incluso a nivel internacional. Junto a Saade vol. 2 fue una gira por Suecia, Pop Explosion Tour, que terminó con el concierto de Estocolmo, donde se grabó un DVD sobre la exitosa gira de Eric Saade.
Después Eric Saade realizó una colaboración con Tone Damli, una estrella del pop noruego. La canción fue una de las canciones del verano en Escandinavia. Junto a este trabajo Eric Saade participó ese año en el Sopot Festival en Polonia, en el que se alzó con la victoria además de dar una serie de actuaciones en las principales plazas de Noruega de la mano de la principal radio de Noruega. También apareció en Allsang pa Grensen en Noruega y Lotta pa Liseberg y Sommarkrysset en Suecia siempre junto a Tone Damli. 
A finales de 2012 Eric Saade lanzó Saade Deluxe, un recopilatorio de sus grandes éxitos junto a dos sencillos promocionales, Marching (In the name of the Love) y Miss Unknown, en el que mezclaba su estilo con Hip Hop. En 2013 Eric Saade estuvo como presentador en la Green Room en Eurovision 2013, que se celebraba en Suecia y fue censurado en Reino Unido por sus palabras a la presentadora Petra Mede: Back to you Petra, #MILF.
En mayo lanzó su nuevo sencillo, Coming Home, que daba nombre a cuarto álbum de estudio, Forgive Me. En verano de 2013 Eric Saade realizó la Coming Home Tour por toda Escandinavia, siendo su gira más exitosa. Durante ese verano Eric Saade compuso y publicó Winning Ground, canción oficial de la Eurocopa Femenina 2013 celebrada en Suecia. También publicó su sencillo Forgive Me, que daba nombre a su nuevo álbum, que alcanzó el número 1 en Suecia y entró en las listas de toda Escandinavia. La canción Forgive Me fue una balada de carácter personal sobre su relación con Molly Sandén, al igual que una parte de las canciones del LP. Otras canciones del LP fueron Flashy junto con el rapero A-Lee y Boomerang, un uptempo con toque de R&B.
A finales de año Eric Saade junto a Roman Keating participó como invitado especial en numerosas citas del espectáculo Ladies Night, además de participar en Sommarkysset, Allsang pa Grensen y Moreaus.
A principios de 2014 Eric Saade publicó su primer sencillo en sueco, Du algrig ensam (tu no estás solo). Eran un sencillo benéfico para UNICEF que alcanzó en nº1 en iTunes y fue resultado de un viaje del artista a Colombia. Eric Saade en mayo publicó Take a Ride (Put'em in the Air), una versión pop veraniega de MrFeelgood de J-Son que llegó al nº4 en iTunes. Eric cantó ese verano en Rix Fm una año más (siempre desde 2010) y en Lotta pa Liseberg, siendo la actuación más destacable del año.
A finales de 2014 Eric Saade comunicó que volvía al Melodifestivalen 2015 con la intención de ganar Eurovision con una canción llamada Sting, compuesta por un gran equipo de compositores entre los que destacaba el clásico Fredrik Kempe. Arrasó en la Semifinal y quedó en un decepcionante 5º lugar en la final, que ganó Mans Zelmerlow con Heroes. Sting llegó al número 2 de las listas. Tras la derrota en Melodifestivalen realizó una minigira de primavera exclusiva por 3 ciudades suecas en la que estrenaría su nuevo sencillo ante el público, Girl From Sweden. El nombre de la gira era Stripped Live Tour.
A finales de mayo publicó su nuevo sencillo de manera oficial, Girl from Sweden. A finales de mayo de 2015 comunicó que tendría lugar Stripped Live Tour partII, una gira de verano por las principales plazas suecas.

## Influencias y estilo musical
Saade comenzó a cantar después de ver a Michael Jackson en la televisión. Sus otras influencias musicales son Robbie Williams, Bryan Adams, Madonna, Britney Spears y los Backstreet Boys. En 2013, Saade les reveló que su álbum más reciente, Forgive Me está inspirado principalmente por Justin Timberlake, Robbie Williams y Michael Jackson.

## Vida personal
Saade vive en Estocolmo, Suecia. Él estaba en una relación amorosa de un largo plazo con Molly Sandén, hasta que su relación terminó oficialmente en enero de 2012. Actualmente mantiene relación con Nicole Falciani. La pareja se comprometió el 1 de enero de 2019.

## Controversias
En las semifinales de Eurovisión 2024 lució una kufiya en el brazo izquierdo como muestra de solidaridad con el pueblo palestino. Dicho acto llevó a Israel, inmerso en el Conflicto con Hámas, a llevar a su participante acompañada del Mossad y a desaconsejar el viaje de israelíes a Malmö para ver el concurso.

## Discogr
|                  | |       |     |    |    | Certificaciones (en ventas) |
| [ 5 ]            | [ 6 ] | [ 7 ] | NOR |    |    | Certificaciones (en ventas) |
| ---------------- | --- | ----- | --- | -- | -- | --------------------------- |
| Masquerade       | - Fecha de lanzamiento: 19 de mayo de 2010 - Certificación: Roxy Recordings - Formatos: CD                       | 2     | —   | —  | —  |                             |
| Saade Vol. 1     | - Fecha de lanzamiento: 29 de junio de 2011 - Certificación: Roxy Recordings - Formatos: CD                      | 1     | —   | 16 | —  | - 40 000                    |
| Saade Vol. 2     | - Fecha de lanzamiento: 30 de noviembre de 2011 - Certificación: Roxy Recordings - Formatos: CD                  | 1     | —   | 46 | —  |                             |
| Forgive Me       | - Fecha de lanzamiento: 28 de agosto de 2013 - Certificación: Roxy Recordings - Formatos: CD, descarga digital   | 1     | 35  | 16 | 24 |                             |
| Det svarta fåret | - Fecha de lanzamiento: 12 de junio de 2020 - Certificación:Warner Music Sweden - Formatos: CD, descarga digital | —     | —   | —  | —  |                             |

#### Álbumes Recopilatorios
| Título             | Detalles del álbum                                                                             |
| ------------------ | ---------------------------------------------------------------------------------------------- |
| Eric Saade: Deluxe | - Fecha de lanzamiento: 7 de diciembre de 2012 - Certificación: Roxy Recordings - Formatos: CD |

### Sencillos
| Año  | Título                             | Posiciones en la lista | Posiciones en la lista | Posiciones en la lista | Posiciones en la lista | Posiciones en la lista | Posiciones en la lista | Posiciones en la lista | Álbum                             |
| Año  | Título                             | SWE                    | AUT                    | FIN                    | FRA                    | GER                    | IRL                    | UK                     | Álbum                             |
| ---- | ---------------------------------- | ---------------------- | ---------------------- | ---------------------- | ---------------------- | ---------------------- | ---------------------- | ---------------------- | --------------------------------- |
| 2009 | "Sleepless"                        | 44                     | —                      | —                      | —                      | —                      | —                      | —                      | Masquerade                        |
| 2010 | "Manboy"                           | 1                      | —                      | —                      | —                      | —                      | —                      | —                      | Masquerade                        |
| 2010 | "Break of Dawn"                    | 45                     | —                      | —                      | —                      | —                      | —                      | —                      | Masquerade & Eric Saade: Deluxe   |
| 2011 | "Popular"                          | 1                      | 29                     | 17                     | —                      | 48                     | 27                     | 76                     | Saade Vol. 1                      |
| 2011 | "Hearts In The Air" (Con J-Son)    | 2                      | —                      | —                      | —                      | —                      | —                      | —                      | Saade Vol. 1 & Eric Saade: Deluxe |
| 2011 | "Hotter Than Fire" (Con Dev)       | 5                      | —                      | —                      | —                      | —                      | —                      | —                      | Saade Vol. 2 & Eric Saade: Deluxe |
| 2013 | "Coming Home"                      | —                      | —                      | —                      | —                      | —                      | —                      | —                      | Forgive Me                        |
| 2013 | "Forgive Me"                       | —                      | —                      | —                      | —                      | —                      | —                      | —                      | Forgive Me                        |
| 2013 | "Boomerang"                        | —                      | —                      | —                      | —                      | —                      | —                      | —                      | Forgive Me                        |
| 2014 | "Take a Ride (Put 'Em in the Air)" | —                      | —                      | —                      | —                      | —                      | —                      | —                      | Sencillo sin álbum                |
| 2015 | "Sting"                            | 5                      | —                      | —                      | —                      | —                      | —                      | —                      | Sencillo sin álbum                |
| 2015 | "Girl from Sweden"                 | —                      | —                      | —                      | —                      | —                      | —                      | —                      | Sencillo sin álbum                |
| 2016 | "Sting"                            | —                      | —                      | —                      | —                      | —                      | —                      | —                      | Saade                             |
| 2016 | "Wide Awake" (Con Gustaf Norén)    | —                      | —                      | —                      | 166                    | —                      | —                      | —                      | Saade                             |
| 2017 | "Another Week"                     | —                      | —                      | —                      | —                      | —                      | —                      | —                      | Sencillo sin álbum                |
| 2018 | "Så jävla fel"                     | —                      | —                      | —                      | —                      | —                      | —                      | —                      | Det svarta fåret                  |
| 2018 | "Vill ha mer" (Con Parham)         | —                      | —                      | —                      | —                      | —                      | —                      | —                      | Det svarta fåret                  |
| 2019 | "Ljuset" (& Sarah Dawn Finer)      | —                      | —                      | —                      | —                      | —                      | —                      | —                      | Sencillo sin álbum                |
| 2019 | "Skit för varandra"                | —                      | —                      | —                      | —                      | —                      | —                      | —                      | Det svarta fåret                  |
| 2019 | "Postcard" (& Anis don Demina)     | 35                     | —                      | —                      | —                      | —                      | —                      | —                      | Det svarta fåret                  |
| 2020 | "Glas"                             | —                      | —                      | —                      | —                      | —                      | —                      | —                      | Det svarta fåret                  |
| 2020 | "Nån som du"                       | —                      | —                      | —                      | —                      | —                      | —                      | —                      | Det svarta fåret                  |

#### Sencillos Promocionales
| Año  | Título                           | Posición | Álbum                           |
| Año  | Título                           | SWE      | Álbum                           |
| ---- | -------------------------------- | -------- | ------------------------------- |
| 2010 | "Masquerade"                     | —        | Masquerade                      |
| 2010 | "It's Gonna Rain"                | —        | Masquerade                      |
| 2011 | "Still Loving It"                | —        | Saade Vol. 1                    |
| 2012 | "Marching (In the Name of Love)" | —        | Eric Saade: Deluxe              |
| 2012 | "Miss Unknown"                   | —        | Forgive Me                      |
| 2013 | "Winning Ground"                 | —        | Forgive Me                      |
| 2017 | "Allt man kan önska sig"         | 70       | Så mycket bättre – Tolkningarna |
| 2017 | "Bad Sign"                       | —        | Så mycket bättre – Tolkningarna |
| 2017 | "Vill"                           | —        | Så mycket bättre – Tolkningarna |
| 2017 | "Bra vibrationer (Vill ha mer)"  | 72       | Så mycket bättre – Tolkningarna |
| 2017 | "Där får du andas ut"            | —        | Så mycket bättre – Tolkningarna |
| 2017 | "We Got the World"               | —        | Så mycket bättre – Tolkningarna |
| 2017 | "Fånga en dröm"                  | —        | Så mycket bättre – Tolkningarna |

#### Colaboraciones
| Año  | Título                    | Posiciones en la lista | Posiciones en la lista | Álbum                             |
| Año  | Título                    | NOR                    | SWE                    | Álbum                             |
| ---- | ------------------------- | ---------------------- | ---------------------- | --------------------------------- |
| 2012 | "Imagine" (De Tone Damli) | 9                      | 49                     | Looking Back & Eric Saade: Deluxe |
| 2013 | "Flashy" (De A-Lee)       | —                      | —                      | Forgive Me                        |

### Inéditas
- Huvudvätare (2010)
- Här är jag (BSO CAMP ROCK)

## Videos Musicales
| Canción                                                           | Año  | Director                                        |
| ----------------------------------------------------------------- | ---- | ----------------------------------------------- |
| "Sleepless"                                                       | 2010 | Anders Rune                                     |
| "Manboy" (Acoustic)                                               | 2010 | Unknown                                         |
| "Break of Dawn"                                                   | 2010 | Mikeadelica                                     |
| "Masquerade"                                                      | 2010 | Unknown                                         |
| "It's Gonna Rain (LIVE Video)"                                    | 2010 | Unknown                                         |
| "Popular" [Censored]                                              | 2011 | Mikeadelica                                     |
| "Popular" [Director's Cut]                                        | 2011 | Mikeadelica                                     |
| "Hearts in the Air" (featuring J-Son)                             | 2011 | Patric Ullaeus/Revolver                         |
| "Hotter Than Fire" (featuring Dev)                                | 2012 | Tobias Nordquist                                |
| "Hotter Than Fire" (LMC Remix) (featuring Dev)                    | 2012 | Tobias Nordquist                                |
| "Marching (In the Name of Love)"                                  | 2012 | Tobias Nordquist                                |
| "Miss Unknown"                                                    | 2012 | Tobias Nordquist                                |
| "Coming Home"                                                     | 2013 | Tobias Nordquist                                |
| "Winning Ground" (The Official Song of UEFA Women's Euro 2013)    | 2013 | Nikeisha Andersson                              |
| "Forgive Me"                                                      | 2013 | Tobias Nordquist                                |
| "Du Är Aldrig Ensam"                                              | 2014 | Nikeisha Andersson                              |
| "Take A Ride (Fan Activity At Liseberg)"                          | 2014 | Oscar Berander                                  |
| "Girl from Sweden"                                                | 2015 | Alexandra Kentsdottir & Silja-Marie Kentsdottir |
| "Wide Awake" (featuring Gustav Noren)                             | 2016 | Eric Saade                                      |
| "Wide Awake" [Red Mix] (featuring Gustaf Norén & Filatov & Karas) | 2016 | Eric Saade                                      |
| "Another Week"                                                    | 2017 | LMDL.                                           |
| "Så jävla fel"                                                    | 2018 | Fritz Dölling & Eric Saade                      |
| "Postcard" (with Anis Don Demina)                                 | 2019 | Unknown                                         |
| "Glas"                                                            | 2020 | Unknown                                         |
| Para otros Artistas                                               |      |                                                 |
| "Imagine" (Tone Damli featuring Eric Saade)                       | 2012 | Joon Brandt                                     |

## Tours
2010: Masquerade Tour
2011: Made of Pop Tour
2011: Pop Explosion Tour
2013: Coming Home Tour
2015: Stripped Tour